# ジンタカ・パンチ!
『ジンタカ・パンチ!』は、1966年2月4日から同年4月29日までTBS系列局で放送されていたTBS製作のコメディドラマである。全13回。森下仁丹の一社提供。放送時間は毎週金曜 19:00 - 19:30 （日本標準時）。

## 概要
東京にあるという設定の中小芸能プロダクション「ジンタカ・プロ」を舞台にした公開形式のコメディ番組で、あわよくば世界の芸能界を征服しようという大きな夢を抱いているジンタカ・プロのメンバーを中心に進行。「ジンタカ」とは、森下仁丹のCMソングのフレーズ「ジン、ジン、仁丹、ジンタカタッタター！」から取ったものである。
オーディション番組としての側面も持っており、毎回応募者の中から選ばれた歌や芸が得意な者3人が、ジンタカ・プロにオーディションを受けにいくという設定で出演していた。無名時代の萩本欽一もこの番組に出演していた。

## 出演者
- 「ジンタカ・プロ」社長：玉川良一
- 作曲家：人見きよし
- ディレクター：左とん平
- マネージャー：松岡圭子
- ほか

## スタッフ
- 脚本：はかま満緒
- 監督：向井爽也

## サブタイトル
| 回 | 放送日  | サブタイトル             |
| -- | ------- | ------------------------ |
| 1  | 2月4日  | （サブタイトル不明）     |
| 2  | 2月11日 | （サブタイトル不明）     |
| 3  | 2月18日 | （サブタイトル不明）     |
| 4  | 2月25日 | （サブタイトル不明）     |
| 5  | 3月4日  | ザ・ビートルズ来日の巻   |
| 6  | 3月11日 | ブロードウェーは遠いの巻 |
| 7  | 3月18日 | 月給日の涙の巻           |
| 8  | 3月25日 | 泣いたり笑ったりの巻     |
| 9  | 4月1日  | スターは輝くの巻         |
| 10 | 4月8日  | 素晴らしき忍者たちの巻   |
| 11 | 4月15日 | （サブタイトル不明）     |
| 12 | 4月22日 | オマケつき仲人の巻       |
| 13 | 4月29日 | 負けてたまるか！の巻     |

参考：『毎日新聞縮刷版』毎日新聞社、1966年2月4日 - 同年4月29日付のラジオ・テレビ欄。